# Waldenor Pereira
Waldenor Alves Pereira Filho (Caculé, 8 de Março de 1954), mais conhecido como Waldenor Pereira é um político brasileiro, filiado ao Partido dos Trabalhadores, economista e professor universitário brasileiro, ex-reitor da Universidade Estadual do Sudoeste da Bahia (UESB) e, atualmente, Deputado Federal pelo Estado da Bahia.

## Carreira
Waldenor Pereira é pós-graduado em Consultoria Empresarial pela Universidade Federal de Pernambuco, Metodologia do Ensino Superior pela Universidade Federal Rural do Rio de Janeiro, e Programação e Orçamento Público pela Universidade Federal da Bahia, e possui Diploma de Estudos Avançados (DEA) em Gestão Pública pela Universidade Complutense de Madrid, Espanha. Foi coordenador do Colegiado do Curso de Administração da UESB (1990-1991), pró-reitor de Administração e Finanças (1991-1995). Foi ainda reitor por dois mandatos entre 1994 e 2002, ano em que foi eleito Deputado Estadual, sendo reeleito em 2006. Neste segundo mandato foi líder do governador Jaques Wagner na Assembleia Legislativa da Bahia. Em 2010 conquistou seu primeiro mandato de Deputado Federal, sendo reeleito em 2014, em 2018 e 2022.
Em Junho de 2023, anunciou oficialmente sua pré-candidatura à prefeito de Vitória da Conquista nas eleições municipais de 2024 .

## Desempenho Eleitoral
| Ano  | Eleição                           | Cargo             | Partido                                                                                                 | Partido | Coligação                                   | Vice    | Votos para Waldenor | Votos para Waldenor | Votos para Waldenor | Resultado   | Ref   |
| Ano  | Eleição                           | Cargo             | Partido                                                                                                 | Partido | Coligação                                   | Vice    | Total               | %                   | P.                  | Resultado   | Ref   |
| ---- | --------------------------------- | ----------------- | --- | ------- | ------------------------------------------- | ------- | ------------------- | ------------------- | ------------------- | ----------- | ----- |
| 2002 | Estadual da Bahia                 | Deputado Estadual | | PT      | A Bahia vai ser melhor (PT, PCdoB, PV, PMN) | -       | 33.338              | 0,57%               | 46.º                | Eleito      | [ 4 ] |
| 2006 | Estadual da Bahia                 | Deputado Estadual | A Bahia de Todos Nós (PT, PMDB, PSB, PTB, PPS, PCdoB, PRB, PV, PMN)                                     | PT      | -                                           | 61.328  | 0,94%               | 13.º                | Eleito              | [ 5 ]       |       |
| 2010 | Estadual da Bahia                 | Deputado Federal  | Pra Bahia Seguir Mudando (PRB, PP, PDT,PT, PHS, PSB, PCdoB)                                             | PT      | -                                           | 87.922  | 1,47%               | 17.º                | Eleito              | [ 6 ]       |       |
| 2014 | Estadual da Bahia                 | Deputado Federal  | Mais Mudanças, Novas Conquistas (PCdoB, PT, PR, PTB, PDT, PP, PSD)                                      | PT      | -                                           | 114.965 | 1,73%               | 10.º                | Eleito              | [ 7 ] [ 8 ] |       |
| 2018 | Estadual da Bahia                 | Deputado Federal  | Mais Trabalho Por Toda Bahia (PT, PP, PSD, PDT, PSB, PCdoB, PR, PRP, PMB, PODE, AVANTE, PMN, PROS, PTC) | PT      | -                                           | 121.278 | 1,77%               | 11.º                | Eleito              | [ 9 ]       |       |
| 2022 | Estadual da Bahia                 | Deputado Federal  | Fe.Brasil (PT, PCdoB, PV)                                                                               | PT      | -                                           | 113.110 | 1,42%               | 22.º                | Eleito              | [ 10 ]      |       |
| 2024 | Municipal de Vitória da Conquista | Prefeito          | A Força Para Mudar Conquista (FE Brasil (PT, PCdoB, PV), PSB, PSD, Federação PSOL REDE e Solidariedade) | PT      | Luciana Silva (PSB)                         | 57.665  | 26,74%              | 2.º                 | Não Eleito          | [ 11 ]      |       |

## Controvérsias

### Divulgação de Fake News
Em meio à sua candidatura ao cargo de prefeito de Vitória da Conquista, em 2024, se envolveu em uma série de polêmicas com a então prefeita e também candidata Sheila Lemos (UNIÃO), tais como disseminação de Fake News em suas redes sociais relacionadas à administração e sobre a elegibilidade de Lemos, fato esse que ocasionou algumas sansões em sua candidatura por parte do TRE-BA, como divulgação de direito de resposta da opositora em suas redes sociais, além de multas, caso tornasse a publicar que a candidata era "inelegível".

### Índice de rejeição
Durante o primeiro turno da eleição municipal de Vitória da Conquista em 2024, na qual Waldenor fora candidato, houve a realização de pesquisas de rejeição dos candidatos que concorreram ao paço municipal, nas quais aparece como o candidato mais rejeitado da disputa, superando o índice de 43%.

### Declaração de cor
Ao concorrer às eleições municipais em Vitória da Conquista em 2024, Waldenor Pereira declarou-se branco pela primeira vez desde sua primeira candidatura a cargos eletivos, já que antes declarava-se pardo. Em nota à imprensa, a assessoria do deputado afirmou que após questionamentos o deputado modificou sua declaração no TSE.

### Envolvimento com entidades fantasmas
Em setembro de 2024 o Ministério Público passou a investigar o Instituto Comunidade Sustentável, localizado em Vitória da Conquista, ligado a diversas lideranças petistas do estado da Bahia, dentre elas, Waldenor, então pré-candidato do PT à prefeitura de Vitória da Conquista em 2024 e Zé Raimundo, Deputado Estadual e ex-prefeito da cidade.
A organização que atua desde 2009 na região informa em suas redes sociais que atua na área de promoção cultural, estampam as propagandas políticas de Waldenor Pereira e do deputado estadual Zé Raimundo. Só em 2023, o instituto recebeu da gestão Jerônimo Rodrigues R$ 1,150 milhão.
Através de uma denúncia encaminhada ao MP, cuja finalidade se dava por investigar o emprego repasses milionários do governo do estado, através da secretaria de turismo para a entidade, foi possível constatar que o destino dos recursos não foram localizados, uma vez que as mídias sociais do beneficiário não apresentava nenhuma atividade realizada, muito menos um público alvo, uma vez que o mesmo mantém seus perfis fechados. além disso, fora encontrado no registro da entidade que a presidência da instituição estaria sob tutela da ex-secretária parlamentar de Waldenor, Ana Paula Guimarães Marques.